# Johannes Große
Johannes Große (Berlim, 7 de janeiro de 1997) é um jogador de hóquei sobre a grama alemão.

## Carreira
Große cresceu em Berlim e começou a jogar hóquei no Zehlendorfer Wespen quando tinha três anos. Quando tinha dezoito anos, ele os deixou para o Club an der Alster. Depois de três temporadas em Hamburgo, ele foi para o Rot-Weiss Köln para a temporada 2018-19. Em março de 2024, foi anunciado que ele retornaria ao Club an der Alster após a temporada 2023-24.
Große fez sua estreia pela seleção principal em novembro de 2017 contra a Grã-Bretanha. Em novembro de 2018, ele foi selecionado para a seleção alemã para a Copa do Mundo de 2018. Ele também representou a Alemanha no Campeonato Europeu de 2019. Em 28 de maio de 2021, ele foi nomeado para as seleções do Campeonato EuroHockey de 2021 e das Olimpíadas de Verão de 2020.
Nos Jogos Olímpicos de Verão de 2024, em Paris, conquistou a medalha de prata no torneio masculino do hóquei sobre a grama, após confronto na final contra a equipe holandesa, que venceu nos pênaltis.